# Blues Hall of Fame
Le Blues Hall of Fame (Temple de la Renommée du blues disent les Canadiens) est une série de listes honorifiques intégrant des artistes, des ouvrages et autres personnes ayant contribué significativement à la renommée et à la propagation du blues. Il a été créé en 1980 par la Blues Foundation, association américaine située à Memphis, Tennessee qui regroupe plus de 135 organisations liées au blues.
Le musée du Blues Hall of Fame a ouvert ses portes en mai 2015 au 421 South Main Street à Memphis.

## Catégories
Il existe cinq catégories. Ces listes sont augmentées chaque année lors d'une cérémonie, la Blues Hall of Fame Induction Ceremony.
1. Performer (interprète)
2. Classic of Blues Literature (classique de la littérature sur le blues), depuis 1982
3. Classic of Blues Recording - Album (enregistrement classique du blues - album), depuis 1982
4. Classic of Blues Recording - Single or Album Track (enregistrement classique du blues - single ou titre d'album), depuis 1983
5. Individual: Business - Production - Media or Academic (individu : production - média ou universitaire), depuis 1991

Les nouveaux entrants au Panthéon du blues sont sélectionnés par un comité d'experts et de spécialistes du blues anonymes, représentants tous les sous-ensembles du blues.

## Nommés dans les catégoriesPerformeretIndividual: Business - Production - Media or Academic

### 2020
- Eddie Boyd
- Victoria Spivey
- Billy Branch
- Bettye LaVette
- Syl Johnson
- George "Harmonica" Smith

### 2019
1. Artistes
- Aretha Franklin
- Booker T. and the M.G.'s
- Count Basie
- Ida Cox
- Pee Wee Crayton

2. Non artistes
- Moe Asch

### 2018
1. Artistes
- The Aces (en)
- Georgia Tom Dorsey
- Sam Lay (en)
- Mamie Smith
- Roebuck "Pops" Staples

2. Non artistes
- Al Benson (en)

### 2017
1. Artistes
- Johnny Copeland
- Henry Gary (en)
- Willie Johnson (en)
- Latimore (en)
- Magic Slim
- Mavis Staples

2. Non artistes
- Amy van Singel (en)

### 2016
1. Artistes
- Elvin Bishop
- Eddy Clearwater
- Jimmy Johnson (en)
- John Mayall
- The Memphis Jug Band

2. Non artistes
- Tommy Couch, Sr. et Wolf Stephenson (en)

### 2015
Artistes
- Eric Clapton
- Little Richard
- Tommy Brown

### 2014
1. Artistes
- Big Jay McNeely
- Eddie Shaw
- Eddie "Cleanhead" Vinson
- R. L. Burnside
- Robert Pete Williams

2. Non artistes
- Mike Kappus (en)
- Don Robey (en)
- Dick Shurman (en)

### 2013
1. Artistes
- Earl Hooker
- Jimmie Rodgers
- Jody Williams
- Joe Louis Walker
- Little Brother Montgomery
- Otis Clay

2. Non artistes
- Cosimo Matassa (en)
- Dave Clark (en)
- Henry Glover

### 2012
1. Artistes
- Billy Boy Arnold
- Mike Bloomfield
- Buddy Johnson & Ella Johnson
- Lazy Lester
- Furry Lewis
- Matt "Guitar" Murphy
- Frank Stokes
- Allen Toussaint

2. Non artistes
- Horst Lippmann & Fritz Rau
- Doc Pomus
- Pervis Spann

### 2011
1. Artistes
- Big Maybelle
- Robert Cray
- John Hammond
- Alberta Hunter
- Denise LaSalle
- J. B. Lenoir

2. Non artistes
- Bruce Bromberg
- Vivian Carter et Jimmy Bracken
- Samuel Charters
- John Wesley Work III

### 2010
1. Artistes
- Lonnie Brooks
- Gus Cannon and Cannon's Jug Stompers
- W. C. Handy
- Amos Milburn
- Charlie Musselwhite
- Bonnie Raitt
- Bonny B.

2. Non artistes
- Peter Guralnick
- "Sunshine" Sonny Payne

### 2009
1. Artistes
- Reverend Gary Davis
- Son Seals
- Taj Mahal
- Irma Thomas

2. Non artistes
- Clifford Antone
- Mike Leadbitter
- Bob Porter

### 2008
1. Artistes
- Jimmy McCracklin
- Mississippi Sheiks
- Hubert Sumlin
- Johnny "Guitar" Watson
- Peetie Wheatstraw
- Jimmy Witherspoon

2. Non artistes
- John Hammond
- Paul Oliver

### 2007
1. Artistes
- Dave Bartholomew
- Dr. John
- Eddie "Guitar Slim" Jones
- Sister Rosetta Tharpe

2. Non artistes
- Art Rupe
- Ahmet Ertegün

### 2006
1. Artistes
- Paul Butterfield
- James Cotton
- Bobby Rush
- Roy Milton

2. Non artistes
- Bobby Robinson
- Jerry Wexler
- Bihari Brothers

### 2005
1. Artistes
- Ike Turner
- Walter Davis

2. Non artiste
- H. C. Speir

### 2004
1. Artistes
- Bo Diddley
- Blind Boy Fuller

2. Non artiste
- J. Mayo Williams

### 2003
1. Artistes
- Fats Domino
- Pinetop Perkins
- Dinah Washington
- Sippie Wallace

2. Non artiste
- Ralph Bass

### 2002
1. Artistes
- Big Maceo Merriweather
- Ruth Brown

2. Non artiste
- Jim O'Neal

### 2001
1. Artistes
- Rufus Thomas
- Etta James
- Little Junior Parker

2. Non artistes
- Theresa Needham
- Robert Palmer

### 2000
1. Artistes
- Johnny Otis
- Stevie Ray Vaughan

2. Non artiste
- Dick Waterman (en)

### 1999
1. Artistes
- Roosevelt Sykes
- Clarence Gatemouth Brown

2. Non artistes
- Chris Strachwitz (en)
- Lester Melrose

### 1998
1. Artistes
- Luther Allison
- Junior Wells

2. Non artistes
- Lillian McMurry (en)
- Sam Phillips

### 1997
1. Artistes
- Brownie McGhee
- Koko Taylor

2. Non artiste
- Bruce Iglauer (en)

### 1996
1. Artistes
- Charles Brown
- David Honeyboy Edwards

2. Non artistes
- Pete Welding (en)
- Bob Koester (en)

### 1995
1. Artiste
- Jimmy Rogers

2. Non artistes
- Leonard Chess
- Phil Chess

### 1994
1. Artistes
- Arthur Big Boy Crudup
- Wynonie Harris

2. Non artistes
- Bill Allen
- John Lomax
- Alan Lomax
- John Richbourg (en)
- Gene Nobles (en)

### 1993
- Champion Jack Dupree
- Lowell Fulson

### 1992
- Skip James
- Johnny Shines
- Big Joe Williams

### 1991
- Sleepy John Estes
- Billie Holiday
- Mississippi Fred McDowell
- Sunnyland Slim

### 1990
- Blind Blake
- Lonnie Johnson
- Bukka White

### 1989
- Clifton Chenier
- Robert Lockwood Jr.
- Memphis Slim

### 1988
- Mississippi John Hurt
- Little Milton
- Jay McShann
- Johnny Winter

### 1987
- Percy Mayfield
- Eddie Taylor
- Sonny Terry

### 1986
- Albert Collins
- Tommy Johnson
- Leadbelly

### 1985
- Chuck Berry
- Buddy Guy
- J.B. Hutto
- Slim Harpo

### 1984
- Big Mama Thornton
- Hound Dog Taylor
- Otis Rush

### 1983
- Louis Jordan
- Albert King
- Robert Nighthawk
- Ma Rainey
- Big Joe Turner

### 1982
- Leroy Carr
- Ray Charles
- Big Walter Horton
- Freddie King
- Magic Sam

### 1981
- Bobby Blue Bland
- Roy Brown
- Blind Willie McTell
- Professor Longhair
- Tampa Red

### 1980
- Big Bill Broonzy
- Willie Dixon
- John Lee Hooker
- Lightnin' Hopkins
- Son House
- Howlin' Wolf
- Elmore James
- Blind Lemon Jefferson
- Robert Johnson
- B. B. King
- Little Walter
- Memphis Minnie
- Muddy Waters
- Charley Patton
- Jimmy Reed
- Bessie Smith
- Otis Spann
- T-Bone Walker
- Sonny Boy Williamson I
- Sonny Boy Williamson II